# Rudolf Goldscheid
Rudolf Goldscheid (Viena, Imperio austrohúngaro, 12 de agosto de 1870- Ibidem, Primera República de Austria, 6 de octubre de 1931) fue un filósofo, sociólogo, poeta y novelista de ficción austriaco. En 1909, junto a Ferdinand Tönnies, Max Weber y Georg Simmel, fue cofundador de la Sociedad Alemana de Sociología (DGS, Deutsche Gesellschaft für Soziologie). En 1917, propuso el concepto de "sociología fiscal" como forma de análisis para el estudio del Presupuesto público desde el punto de vista de los impuestos y las categorías fiscales. Es considerado el fundador de la simbiología, si bien, en la más nueva conciencia científica y cultural, es atribuida al etólogo John Paul Scott, quien acuñó el término sociobiología en 1948 en una conferencia sobre genética y comportamiento social, y a Edward O. Wilson.

## Vida
Goldscheid provenía de una rica familia de comerciantes judíos asimilados. Según su biógrafo Gudrun Exner, debido a su particular estilo de vida -era escritor de ficción, teórico pacifista y partidario del reformismo social de fuente socialista, miembro de la clase media, miembro de la logia "Ardens" en Viena y monista-, no puede ser claramente encuadrado en algún movimiento ideológico o escuela científica. Aunque, a juzgar por los acontecimientos sociales que rodean sus primeros años de vida y las vinculaciones profesionales que tuvo, puede encasillar perfectamente en el "modernismo vienés" y, por sus estudios sobre finanzas públicas, en el socialismo austriaco.
Goldscheid fue a la escuela secundaria en Viena. Comenzó sus estudios de grado en la Universidad Friedrich-Wilhelm de Berlín, donde se matriculó en 1891 para filosofía y sociología. Comenzó a escribir antes de estudiar filosofía, estudios que interrumpió en 1894 sin un título, cuando su inclinación por la escritura de novelas se hizo notable y prolífica bajo el seudónimo de Rudolf Golm.
En 1907 estableció en Viena, junto a Wilhelm Jerusalem, Michael Hainisch, Max Adler y otros, la Sociedad Sociológica de Viena (Soziologische Gesellschaft in Wien, disuelta en 1934). Fue cofundador y miembro activo de la Sociedad Alemana de Sociología (DGS) en Berlín. En la denominada "disputa sobre los juicios de valor" (Werturschlußstreit) en torno a la polémica acerca del problema de la neutralidad o el compromiso axiológico en la ciencia social, que tuvo lugar en Berlín en 1914, Goldscheid fue el principal oponente de Weber y Werner Sombart; quienes defendían el punto de vista de la neutralidad axiológica.
Como pacifista, se hizo cargo de la edición de Friedens-Warte a lo largo de los años y posteriormente también perteneció a su grupo de editores. En 1921 fue elegido miembro de la junta directiva de la Liga Alemana de Derechos Humanos, a cuya organización predecesora -la Bund Neues Vaterland- también pertenecía. Goldscheid también participó en los preparativos para una "Sección Nacional de Austria" en 1922, fundada en la Federación Internacional por los Derechos Humanos de París , cuya labor internacional no estuvo exenta de dificultades. En 1926, se fundó la Liga Austriaca de Derechos Humanos siendo Goldscheid elegido como "Vicepresidente Primero".
Sus obras de teatro trataban sobre temas sociales como la emancipación de la mujer y el movimiento obrero.

## La sociología fiscal y la historia de la tributación
Cuando por los tiempos de guerra el Imperio Austrohúngaro quedó sumido en una grave crisis fiscal, el debate concomitante sobre el funcionamiento de un Estado moderno en las ruinas imperiales motivó a Goldscheid a desarrollar interés en los temas de la sociología económica: organización de la Hacienda pública, impuestos e historia de la tributación. Por su trabajo en este sentido, es considerado el fundador de la "sociología fiscal".
En 1917, publica "Socialismo de estado o capitalismo de estado. Una contribución sociológica financiera para resolver el problema de la deuda soberana" y establece el concepto de "Sociología fiscal" o "sociología financiera" (Finanzsoziologie) como un nuevo camino para el estudio de los problemas del Presupuesto público y el sistema de impuestos.
Goldscheid describe el concepto de Finanzsoziologie como "la doctrina del condicionamiento social del presupuesto público y su función condicional del desarrollo de la sociedad"; en tanto que "el presupuesto es el esqueleto del Estado despojado de toda engañosa ideología" (Staatssozialismus oder Staatskapitalismus, 1917).
A partir del trabajo de Goldscheid se desarrolla un estudio más completo de todos los aspectos vinculados con la hacienda pública y se suma una publicación del también sociólogo austriaco Joseph Schumpeter en 1918: "La crisis del estado fiscal" (Die Krise des steuerstaats). Según Schumpeter, la sociología fiscal permite mirar bajo la superficie del Estado y entender adecuadamente el desarrollo de las instituciones económicas, las condiciones de la economía privada, la evolución de sus instituciones culturales y el poder del Estado.
Otra disciplina derivada del trabajo de Goldscheid es el Derecho tributario, cuyo florecimiento como campo de estudio se manifiesta con la entrada en vigencia de la ordenanza tributaria de la República de Weimar en 1919 (Reichsabgabenordnung) y las aportaciones de autores como Albert Hensel, Ernest Blumenstein y Hans Nawiasky durante los años 20' (la llamada "doctrina alemana" del derecho tributario).
La observación más aguda de Goldscheid sobre el poder del Estado, la desigualdad tributaria y sus efectos en la sociedad se manifiesta en una publicación de 1925: "la explotación fiscal es la más vieja forma de explotación, aparte de la esclavitud directa... casi todos los privilegios de las clases privilegiadas fueron privilegios fiscales, las clases fueron en gran medida clases fiscales... En todas estas formas originales de capitalismo, las finanzas públicas y el sistema fiscal desempeñaron un papel decisivo. Marx reconoció esto muy claramente cuando describió las deudas públicas como la palanca de la acumulación originaria de capital" ("Estado, presupuesto público y sociedad. Naturaleza y tareas de las finanzas desde el punto de vista de la sociología").
Para Goldscheid, el Estado moderno es un constructo con poderes de realización social limitados en el tiempo, por cuanto es un ente surgido como un "estado fiscal" que utiliza recursos extraídos de una sociedad de propietarios privados de capital. Ahora bien, en algún punto, ese Estado fiscal colapsaría. En cuanto su capacidad para extraer recursos de los ciudadanos más poderosos tocara sus límites, ya no podría satisfacer las prestaciones que se le exigían. En ese punto, sería necesario recapitalizar el Estado pasando de un modelo de estado "extractor" que solo cobra impuestos a un modelo de estado "generador" de ingresos derivados de una actividad empresarial estatal.
La actividad estatal en nombre del "interés general" podría encontrar serias limitaciones si solo se aplica al cobro de impuestos. Porque de los impuestos "solo se benefician, a través del conducto del Estado, a los más poderosos propietarios del capital. Su poder se incrementará cada vez más, mientras que el Estado, como guardián de las necesidades sociales, se volverá más débil. Los poderosos tendrán modos de evitar los impuestos, mientras que la masa de la población tendrá que cargar con todo el peso fiscal. Aun ingresos fiscales progresivos significarán simplemente que el Estado desarrolló intereses ocultos para el mantenimiento de la desigualdad y la concentración de los beneficios".
El surgimiento del estado del bienestar enterró estas ideas. La nueva estructura tributaria de los Estados ya no estaba ligada a la propiedad y el comercio internacional de bienes y servicios, sino fundamentalmente al consumo generalizado. Estos impuestos son más atractivos desde el punto de vista político, ya que se ocultan en el precio de las mercancías y la ciudadanía no hace una asociación directa entre el gobierno y la presión impositiva.

## Influencia
Los escritos de Goldscheid permanecieron ignorados por mucho tiempo, olvidados entre las citas de Joseph Schumpeter de 1918. Pese al trabajo notable de recopilación y compendio de escritos sobre finanzas públicas, sociología financiera, derecho tributario y microeconomía de los economistas Richard Musgrave y Alan T. Peacok en 1958 -quienes lo traducen al inglés-, el primero en releerlo y reconocer su influencia en el campo de análisis presupuestario y fiscal fue el economista marxista James O'Connor, autor de "La crisis fiscal del Estado" (1973). 
El redescubrimiento del pensamiento de Goldscheid se produce en el contexto de la quiebra económica del modelo de bienestar de la postguerra y el debate en torno a la crisis de gobernabilidad de las democracias occidentales de mediados de los setenta. El interés por el tema de las finanzas públicas, despierta el entusiasmo del sociólogo Daniel Bell en la obra de Goldscheid, citándolo en el Capítulo VI de su libro "Las contradicciones culturales del capitalismo" (1976).
En el mundo hispanohablante, bajo el título de "Socialismo de Estado o Capitalismo estatal: una contribución sociológico-financiera a la solución del problema de la deuda pública", aparece un artículo en la Revista "Hacienda pública española" (Número 34 del año 1975) del Ministerio de Hacienda de España. La edición en castellano de la obra de Bell (1977) despierta el interés de las revistas sociológicas de países de América Latina.
En el siglo XXI, la figura de Goldscheid ha sido rescatada por el historicismo de la sociología alemana en un importante trabajo de Gertraude Mikl-Horke y Wolfgang Fritz de 2007. A su vez, mientras su figura intelectual cobra valor en la izquierda alemana, se impone la relectura de los escritos de Goldscheid aparejada por la nueva literatura de la "crisis de deuda soberana" y las críticas a la Política de austeridad europea, que se manifiesta en la obra de Wolfgang Streeck por ejemplo.
La obra de Goldscheid ocupa un lugar relevante entre los socialistas biologistas. En las obras posteriores al siglo XX se ve un compromiso con la preparación del espíritu humano que equilibre los factores sociales y naturales que lleve a efecto una sociedad socialista. Goldscheid se dedica a examinar las circunstancias del proletariado y como podrían ser modificadas dentro de las relaciones capitalistas  sin tener que deshacerlas en un primer momento. A esto lo llamará economía humana.

## Publicaciones sobre sociología fiscal
- 1917: Staatssozialismus oder Staatskapitalismus. Ein finanzsoziologische Beitrag zur Lösung des Staatsschulden-Problems, Anzengruber-Verlag, Viena.
- 1919: Sozialisierung der Wirtschaft oder Staatsbankerott. Ein Sanierungsprogramm, Anzengruber, Leipzig.
- 1924: Frauenfrage und Menschenökonomie. Anzengruber-Verlag, Viena.
- 1925: Staat, öffentlicher Haushalt und Gesellschaft. Wesen und aufgaben der Finanzwissenschaften vom standpunkte der soziologie en Handbuch der Finanzwissenschaft, Vol. 1. Editores: Gerloff - Meisel. Tübingen.
- Entwicklungstheorie, Finanzsoziologie, Menschenökonomie: Narrative einer anderen Soziologie, publicado en alemán con introducción de Arno Bammé, Marburg 2018, ISBN 978-3-7316-1311-4.